# シュヴェ

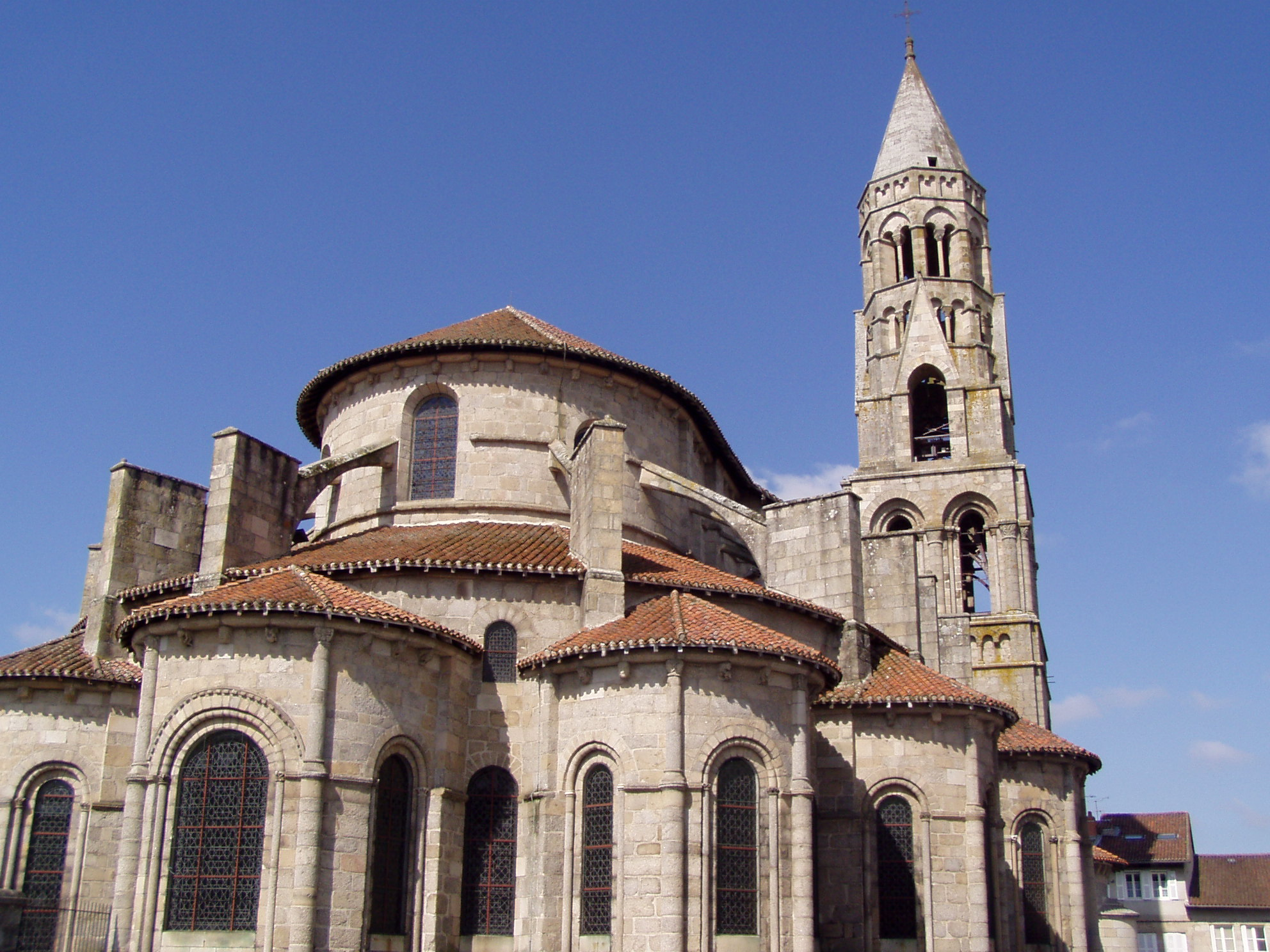
ロマネスク建築様式のシュヴェ。サン＝レオナール＝ド＝ノブラ

宗教建築の分野において、シュヴェ(仏語 chevet ラテン語 tête )は通常、教会の後部端に置かれる。
すなわち、壁、窓、クワイヤと外部から見えるアプス部分の屋根組みの集合体である。
13世紀初期のフランスでは、アプスの回廊の外側に礼拝堂が放射状に建築された。これがシュヴェ(仏語:chevet、「兜」の意)である。
この結果、アプス単体よりも構造建築が複雑になった。
シュヴェの有名な例としては、アミアン大聖堂、ボーヴェ大聖堂、ランス大聖堂などのフランス北部のゴシック様式の大聖堂が挙げられる。
同様の放射状の礼拝堂は、イギリスではノリッジとカンタベリーの大聖堂に見られる。
ロンドンのウェストミンスター寺院にもフランス贔屓のヘンリー3世が導入したが、基本的にはフランス内で見られる特徴である。